# Lontara
A escrita  Lontara é derivada da escrita brami, sendo usadas pelas línguas buginesa, makassaresa e mandar das Celebes, Indonésia. Também é chamada de escrita buginesa. Essa escrita fora substituída em larga escala pelo alfabeto latino durante o período da colonização neerlandesa. A palavra Lontara deriva do malaio e se refere à palmeira “palmyra” (Borassus),ou Lontar, cujas folhas eram utilizadas em manuscritos. Em buginês essa escrita é conhecida  urupu sulapa eppa que significa "letras de quatro cantos".

## Família
Escritas da mesma família do Lontara são as

 Balinesa
 Batak
 Baybayin
 Buhid
 Hanunoo
 Javanesa
 Sundanesa antiga
 Rencong
Rejang
 Tangbanwa

## Uso
Mesmo com o alfabeto latino tenha substituído amplamente a escrita Lontara, esta é ainda é razoavelmente usada para Bugis e Makassar. Em Buginês seu uso se limita a funções cerimoniais, por exemplo, em cerimônias de matrimônio. Também é usado nas publicações de obras antigas e tradicionais buginesas. Em Makassar, o Lontara é usado adicionalmente para documentos pessoais com cartas e anotações. Aqueles que são hábeis para escrever essa grafia são chamados de palontara, 'especialistas em escrita'.  Historicamente, a escrita Lontara era usada em larga escala em muitos documentos como contraltos, leis de comércio, tratados e mapas. A palavra Lontara tem também o sentido do que se refere à história e genealogia da literatura Bugis.
Sua classificação é iso 15924 - Bugi; unicode=   U+1A00–U+1A1F

## Estrutura

Consoantes do Lontara Abugida

Lontara é escrito da esquerda para a direita. Cada consoante tem a vogal /a/  inerente. Outras vogais diferentes do “A” são marcadas com símbolos (diacríticos) em cima, em baixo, à esquerda ou à direita da consoante. As vogais, aqui listadas na condição “sem consoante”,  ᨕ) são ᨕ /a/, ᨕᨗ /i/, ᨕᨘ /u/, ᨙᨕ /e/, ᨕᨚ /o/, ᨕᨛ /ə/.  As duas consoantes de posição final, a nasal /ŋ/ e a oclusiva glotal /ʔ/, não são escritas. Não há marcação para geminação, de modo que uma consoante oclusiva  como  ᨄ pode ser lidas /pa/, /ppa/, /paʔ/, /ppaʔ/, /paŋ/, /ppaŋ/. Por exemplo, ᨔᨑ pode ser lida como  sara 'tristeza', regra' 'rule' ou sarang 'ninho'.
O povo Bugis tira vantagem desse elemento defectivo da escrita num “jogo de linguagem” chamado Basa to Bakkéq (ᨅᨔ ᨈᨚ ᨅᨙᨀ, 'Língua do povo Bakkeq') que é muito relacionado às charadas élong maliung bettuanna (ᨙᨕᨒᨚ ᨆᨒᨗᨕᨘ ᨅᨛᨈᨘᨕᨊ, literalmente 'canção com significado profundo').
Adicionalmente, o caráter ᨞, chamado Palláwa, é usado para separar grupos “rítmico-intonacionais”, correspondendp funcionalmente ao ponto e vírgula do alfabeto latino. Por vezes, o palláwa pode ser usado denotando a duplicação de uma palavra ou de sua raiz.

## Fonologia
| Tabela fonética das consoantes Lontara | Tabela fonética das consoantes Lontara | Tabela fonética das consoantes Lontara | Tabela fonética das consoantes Lontara | Tabela fonética das consoantes Lontara | Tabela fonética das consoantes Lontara | Tabela fonética das consoantes Lontara | Tabela fonética das consoantes Lontara | Tabela fonética das consoantes Lontara | Tabela fonética das consoantes Lontara | Tabela fonética das consoantes Lontara | Tabela fonética das consoantes Lontara |
|                                        | Sonoras                                | Labial                                 | Labial                                 | Dental                                 | Dental                                 | Palatal                                | Palatal                                | Velar                                  | Velar                                  | Glotal                                 | Glotal                                 |
| -------------------------------------- | -------------------------------------- | -------------------------------------- | -------------------------------------- | -------------------------------------- | -------------------------------------- | -------------------------------------- | -------------------------------------- | -------------------------------------- | -------------------------------------- | -------------------------------------- | -------------------------------------- |
| Nasal                                  | sonora                                 | m                                      | ᨆ                                      | n                                      | ᨊ                                      | ɲ                                      | ᨎ                                      | ŋ                                      | ᨂ                                      |                                        |                                        |
| Grupo consonantal                      | Grupo consonantal                      | mp                                     | ᨇ                                      | nr                                     | ᨋ                                      | ɲc                                     | ᨏ                                      | ŋk                                     | ᨃ                                      |                                        |                                        |
| Oclusiva & Africada                    | sonora                                 | b                                      | ᨅ                                      | d                                      | ᨉ                                      | ɟ                                      | ᨍ                                      | g                                      | ᨁ                                      |                                        |                                        |
| Oclusiva & Africada                    | surda                                  | p                                      | ᨄ                                      | t                                      | ᨈ                                      | c                                      | ᨌ                                      | k                                      | ᨀ                                      | ʔ                                      | —*                                     |
| Fricativa                              | Fricativa                              |                                        |                                        | s                                      | ᨔ                                      |                                        |                                        |                                        |                                        | h                                      | ᨖ                                      |
| Rótica                                 | Rótica                                 |                                        |                                        | r                                      | ᨑ                                      |                                        |                                        |                                        |                                        |                                        |                                        |
| Aproximante                            | Aproximante                            | w                                      | ᨓ                                      | l                                      | ᨒ                                      | j                                      | ᨐ                                      |                                        |                                        |                                        |                                        |

* /ʔ/ somente ocorre no final, não sendo escrita em geral.